# Bougara
Bougara (în arabă بوقارة) este o comună din provincia Blida, Algeria.
Populația comunei este de 51.203 locuitori (2008).